# Bianca Laura Saibante
Bianca Laura Saibante (née à Rovereto le 17 mai 1723 et morte dans la même ville le 6 mars 1797) est une poétesse et dramaturge italienne du XVIIIe siècle. Née dans une famille aisée, elle est considérée comme l'une des fondatrices de l'Accademia Roveretana degli Agiati à Rovereto.

## Biographie
Bianca Laura Saibante est née le 17 mai 1723 de Francesca Caterina Sbardellati et Girolamo Saibante à Rovereto, en Italie. Son père est un marchand prospère et la famille Saibante considérée comme faisant partie de la noblesse italienne. Elle fait ses études au couvent des Ursulines de Trente, où elle apprend à lire et à écrire en italien, en allemand et en français, à dessiner et à broder, développant une prédisposition pour la peinture, avant d'être confiée à Girolamo Tartarotti pour approfondir ses études de littérature et de philosophie. La famille fait partie de la haute société de Rovereto et accueille souvent des dirigeants locaux et des intellectuels dans leur maison s'apparentant à un salon littéraire. Bianca Sainbante participe aux activités de sa famille et, dans sa jeunesse, fait partie d'un cercle littéraire auquel sa famille est affiliée,,.

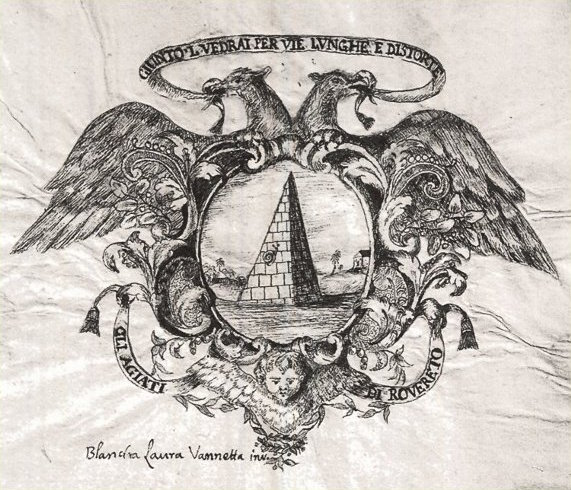
Premier blason de l'Accademia Roveretana degli Agiati

En 1750, Bianca Saibante, Giuseppe Valeriano Vannetti (écuyer et chevalier), l'écrivain local Girolamo Tartarotti et plusieurs autres éminents résidents de Rovereto annoncent leur intention de transformer le cercle littéraire des Saibante en une académie. La nouvelle institution - basée sur l'Académie d'Arcadie à Rome - a pour objectif de stimuler l'environnement intellectuel à Rovereto, que Girolamo Tartarotti déplore être « seulement abondant en soie, cocons et vers à soie ». La nouvelle académie est nommée Accademia Roveretana degli Agiati di Scienze, Lettere ed Arti, et doit être accessible aux classes moyennes et supérieures. Bianca Saibante, sous le pseudonyme de Atalia Sabina Canburi, contribue aux succès de l'académie ; elle tient une correspondance avec des intellectuels européens, travaille à la promotion de la mission de l'académie de Rovereto et en conçoit l'emblème,.

### Vie privée
En 1754, Bianca épouse Giuseppe Valeriano Vannetti, un cofondateur de l'Accademia Roveretana. Elle donne naissance à un fils, Clementino Vannetti, en 1755. Elle meurt à Rovereto en 1797, près de 33 ans après son époux,.

## Place de la femme
Soucieuse de ne pas violer les conventions sociales de l'époque, Bianca Laura Saibante affirme la parfaite égalité entre les deux sexes, prônant un égalitarisme spirituel d'une femme « gracieuse, sage et savante, capable de faire son apparition lumineuse à la face du monde », de faire le meilleur usage des dons reçus, mais de pas en abuser. Le rôle privé et le rôle public de la «  femme d'esprit » ne doivent pas être en opposition, mais dans une relation de continuité et de complémentarité, comme cela semble être le cas même dans les plus hautes sphères, à l'instar de l'impératrice Marie-Thérèse, femme de maison, épouse et mère, ainsi que femme d'État.
Les manuscrits de toutes ses œuvres, se trouvent dans les archives historiques de l'Accademia roveretana degli Agiati, déposées à la Biblioteca civica G. Tartarotti de Rovereto.